# Kiana Firouz
Kiana Firouz es una activista y cineasta iraní exiliada en Reino Unido. 

## Trayectoria
Fue la actriz principal de la película Cul-de-Sac, un drama documental basado en su vida, que se estrenó en Reino Unido en mayo de 2010. En Irán, trabajó en la clandestinidad como activista por los derechos de las lesbianas iraníes, filmando imágenes para un documental sobre violaciones de Derechos Humanos. Cuando los servicios de seguridad iraníes descubrieron sus actividades, tuvo que huir al Reino Unido.
Solicitó asilo al gobierno británico, que inicialmente le fue denegado aunque después le fue concedido en junio de 2010. El cambio se produjo tras una prolongada campaña en su favor por parte de organizaciones de derechos humanos, entre ellasAmnistía Internacional, que llevó el caso ante las autoridades europeas.
Cul-de-Sac es una producción de bajo presupuesto realizada por los directores de cine y activistas de derechos humanos Ramin Goudarzi Nejad y Mashhad Torkan. La película no recibió apoyo financiero ni patrocinio de ninguna institución gubernamental u ONG. La petición contra la deportación de Kiana Firouz del Reino Unido, creada por los directores de la película, recibió más de 50.000 firmas en los primeros meses. Según el director Ramin Goudarzinejad: "Creemos firmemente en respaldar los artículos sobre derechos humanos sin interpretaciones personales. Creemos que el propio prisma de los derechos humanos es suficiente si se pone en práctica a favor de garantizar el derecho de todos y cada uno de los seres humanos".
También es autora de Gordafarid is a queer y An Artery: A love letter to England, así como creadora de una novela gráfica llamada 'Lines'.
Firouz colaboró con el canal de televisión Iran International News con sede en Londres durante varios años como productora de arte y cultura. También ha colaborado con la ONG 6rangiran (Red Iraní de Lesbianas y Transgénero).
Firouz Media, dirigida por ella, publicó The Terrible Tehran para celebrar el centenario de la escritura de novelas sociales en Irán. Este libro es la primera novela social en la historia de Irán, escrita por Morteza Moshfeq Kazemi en 1922, y centrada en las vidas de las trabajadoras sexuales.